# Jehst
William G. Shields, né en 1979 dans le Kent, mieux connu sous le nom de Jehst ou sous de nombreux pseudonymes comme « The High Plains Drifter », Billy Brimstone et Jay Star, est un rappeur britannique, cofondateur du label hip hop YNR.

## Biographie
Né dans le Kent en 1979, Jehst a passé son enfance à Crowborough dans le Sussex. Il déménage ensuite à Huddersfield ou il va au lycée Honley. Il est admis à l’Université de Westminster à Londres pour une licence en illustration. Il abandonne ses études à la suite de l'opportunité de monter son propre label.
Le premier maxi du label qu’il crée avec Tommy Evans, un artiste hip-hop venant de Leeds, sort en 1999 sous le nom de Premonitions EP. Sa carrière solo prend un tournant lorsqu’il apparait sur le maxi de Task Force Voice of the Great Outdoors (2000) avec le tube Cosmic Gypsies, résultat d’une longue association avec Low Life Records. Peu après, quatre vinyls 12" sortent sur ce même label. Jehst est en parallèle un membre pivot du groupe Champions of Nature, composé de 7 artistes, AM, Apollo, L. Dolo, Lewis Parker, Profound et Supa T. Avant sa séparation, le groupe sort deux maxis. Ce n’est qu’après cette séparation en 2002 que parait l’album The Return of the Drifter. Il s’agit principalement d’une collection de morceaux précédemment enregistrés et un échantillonnage du travail de Jehst à cette époque.
En parallèle, Jehst commence une collaboration avec des producteurs comme Evil Ed, Harry Love et Lewis Parker afin de devenir une figure emblématique de la scène hip hop anglaise. En 2003, il achève son album Falling Down, incluant des featuring avec Lewis Parker, The Sundragon, Usmaan et Klashnekoff. Son album solo suivant Nuke Proof Suit parait en 2005, suivi en 2006 par son projet de production Jehst Presents: Underworld Epics. En 2007 sort la mixtape The Mengi Bus qui est accompagnée d’une série de films de live.
Certaines parutions de Jehst se font sous le nom de Billy Brimstone sur son propre label, YNR.
Avant de décider de faire de la musique à plein temps, Jehst était membre du crew de graffiti FSB (Full Scale Burners) à Halifax avec Spymad Reap et Misc (plus tard il comprendra d’autres membres comme Reakt). Bien qu’il ne soit pas l’artiste le plus prolifique de cette région, Jehst est considéré comme un graffeur talentueux. Ses influences sont toujours évidentes comme autour du quartier de Kirklees avec TCS. Jehst fait quelques apparitions récentes comme en 2009 dans l’est de Londres.
L'album The Dragon of an Ordinary Family parait en juin 2011. Le premier morceau de l’album, Starting Overs, est utilisé dans une campagne vidéo de marketing viral dans laquelle un supposé fan de Jehst enregistre des séquences du rappeur en tant qu’employé de poste. Jehst Is My Postman est un coup publicitaire. Cet enregistrement est en fait un clip du morceau, avec l’apparition de nombreux rappeurs dans différents costumes.

## Discographie

### Albums
- The Return of the Drifter (2002, Low Life Records)
- Falling Down (2003, Low Life)
- Jehst Presents: Underworld Epics (2006, Low Life)
- The Dragon of an Ordinary Family  (2011, YNR Productions)

### Mixtapes
- The Mengi Bus Mixtape (2007)

### EPs
- Premonitions EP (1999, YNR)
- Nuke Proof Suit (2005, Reprezent)

### Singles
- Alcoholic Author (Nightbreed featuring Kyza et Klashnekoff sur la face B) (2002)

### Apparitions
- Finalisation dans Champions of Nature's - Finalisation EP (2000)
- Breakfast of Champions dans Champions of Nature - Finalisation EP (2000)
- The Bodyclock dans le maxi de Nmonic's 'Voice Mail (YNR Productions) (2000)
- Carpe Diem dans Champions of Nature - The Fuckoff EP (2000)
- Jazzy Styles, Finalisation, Breakfast, Carpe Diem, Salsa Smurf, C'mon! (C.O.N.) dans Champions of Nature - Self Titled LP (2000)
- Cosmic Gypsies dans le maxi de Task Force Voice of the Great Outdoors EP (2000)
- Riviera Hustle dans l’album de Braintax Biro Funk (2001)
- Communications, Cold Sun et Seasons Of Espionage dans l’album de Lewis Parker It's all happening Now (2002)
- It's All Live dans la compilation de DJ MK's Westwood UK Hip Hop 2002 Vol. 1
- Adventures In New Bohemia et City Sickness dans la compilation de Low Life Records Food (2003)
- Freedom Fighters dans la mixtape The Answer & Genesis FTP Radio Vol 17 (2003)
- Weed dans la mixtape d’Evil Ed The Enthusiast (2004)
- Fantastic 4 dans l’album de Rhaja Tierre Caliente (2004)
- Freestyle Exclusive dans la mixtape de DJ Louis Slipperz Task Force Presents DJ Loius Slipperz: £10 Bag, Volume 1 (2004)
- The Guns Of Navarone dans l’album de Micall Parknsun The Working Class Dad (2005)
- E.V et Suicide dans l’album de LG & Biscuit Smoke Rings (2006)
- Souls Of The Unborn dans l’album de Kashmere In The Hour Of Chaos (2006)
- Concrete Shoes dans l’album de Sir Smurf Lil Myalpha (2006)
- Money in the Bank et Findaz Keepaz dans l’album d’Asaviour The Borrowed Ladder (2006)
- Equal Portions dans l’album de Verb T Bring It Back To Basics (2006)
- Sound of the Drum dans l’album de Yungun Grown Man Business (2006)
- Water Torture dans l’album de Cee Why Kidulthood OST (2006)
- Winterlet dans l’album de Verb T et The Last Skeptik Broken Window (2007)
- Move avec Micall Parknsun dans HMD's One Pursuit (2007)
- Centre of the Sun dans l’album de Kashmere Raiders of the Lost Archives (2008)
- Sleepy Little Town dans l’album de Jack Flash The Union Jack Album (2008, Klink Records)
- Dysekta into Bass 31 dans la mixtape de DJ Nonames Strictly Grizzness (2009, Dented Records)
- We Won't Mind dans l’album de Thundamentals Sleeping On Your Style (2009)
- Dust dans l’album de The Optimens The Out Of Money Experience (2010)
- I Can dans l’album de Bliss n Eso Running On Air (2010)
- The Long and Short of it All dans l’album de Get Cape. Wear Cape. Fly Maps (2012)
- Connect The SPDIF dans le maxi de The Purist Connect The SPDIF (2012)
- In The Sky dans l’album d’Author Forward Forever  (2013)